# Каракульмяк (Кунашакский район)
Каракульмяк — деревня в Кунашакском районе Челябинской области. Входит в состав Саринского сельского поселения.

## География
Расположена в западной части района, между озерами Каракульмяк и Чебакуль. 
Улиц две: Зелёная и Озёрная. 
Расстояние до районного центра, Кунашака, 14 км.

## История
Сведений о дате основания деревни не выявлено. 

## Население
| 2002 | 2010 |
| ---- | ---- |
| 56   | ↘46  |

Историческая численность
в 1992 — 43, в 1995 — 45 человек.

## Инфраструктура
С 1959 существует хозяйство «Заготскот» (СПК «Урал»).

## Транспорт
Просёлочные дороги. 